# Steindachnerina amazonica
Steindachnerina amazonica är en fiskart som först beskrevs av Steindachner, 1911.  Steindachnerina amazonica ingår i släktet Steindachnerina och familjen Curimatidae. IUCN kategoriserar arten globalt som livskraftig. Inga underarter finns listade i Catalogue of Life.